# 당니 노르볼 산비크
당니 노르볼 산비크(노르웨이어: Dagny Norvoll Sandvik, 1990년 7월 23일 ~ )는 당니(Dagny)라는 예명으로 알려져 있는 노르웨이의 가수이다.

## 음반 목록

### EP
- Ultraviolet (2016)